# Маркграф
Маркграф (на немски: Markgraf, на френски: marquisе, на италиански: marchese, на английски: margrave) е висша титла във Франкската империя и Средновековна Германия, учредена от Карл Велики с цел управлението на новосъздадените от него марки.
Първоначално маркграфовете са длъжностни лица под пряко подчинени на краля, на които са предоставени широки административни, военни и съдебни правомощия в дадена марка (териториална област). 
В своите територии маркграфовете имали властта на херцог с едно изключение: по време на военни операции маркграфовете следвали знамето на херцога. Френският еквивалент на титлата маркграф е маркиз. 

## История
Институцията на маркграфството възниква и е въведена при управлението на Карл Велики в началото на 9 век. В покрайнините на своята империя, Карл Велики създава: аварска, фриулска, испанска, сорбска марка и др.
На по-късен етап от време, в империята се образуват и множество други марки – например, на източната граница на Бавария се формира Източната марка (по-късно известна като Австрийска марка); за защита на Тюрингия и Саксония от славянските нападения, императорите от Саксонската династия основават Северната марка (на немски: Nordmark), по-късно преобразувана в Марка Бранденбург, Марка Майсен и Датска марка. След император Хенрих III на границата със славянската държава Каринтия е създадено Маркграфството Щирия, а на запад – маркграфство Намюр.
След разпада на Франкската империя и възникването Германия, Франция, Италия и Испания, маркрафовете се превръщат в областни управители – някъде като самостоятелни владетели, другаде с ограничена независимост.
В Германия всички маркграфове получават нови титли – имперски князе и курфюрсти, а титлата „маркграф“ се запазва и се предава наследствено, като например, от бранденбургската линия на династията Хоенцолерн към франкската линия на рода им, но нямала вече правно, практическо значение. През 1356 г. маркграфовете на Бранденбург получават преки правомощия като имперски княза и курфюрсти, а маркграфовете на Австрия получават титлата херцог (а по-късно и ерцхерцог).
Във Франция, Италия, Испания и др. маркграфовете се наричат маркизи и владеят големи територии.